# پارک هیون ووک
پارک هیون ووک (به انگلیسی: Park Hyun-wook) (کره‌ای: 박현욱 ; متولد ۱۹۶۷) نویسنده کره جنوبی است.

## زندگی
پارک هیون ووک در سال ۱۹۶۷ در سئول کره جنوبی متولد شد. او در دانشگاه یونسی جامعه‌شناسی خوانده‌است. او با اولین حضور ادبی خود در سال ۲۰۰۱ و ارائه رمانش Dongjeong eopneun sesang (동정 없는 세상 جهانی بدون باکرگی) جایزه نویسنده Munhakdongne را برد. همچنین مجموعه داستان کوتاه Geu yeojaui chimdae) 그 여자의 침대 The Woman's Bed) و رمان‌های Anaega gyeolhonhetda (아내가 결혼했다 همسرم ازدواج کرد) و Saen را نوشت. Anaega دومین جایزه ادبیات جهان را دریافت کرد.

## آثار
- 그 여자의 침대 (تخت زن، ۲۰۰۸)
- 아내가 결혼했다 (همسرم ازدواج کرد، ۲۰۰۶)
- 새는 (پرندگان هستند، ۲۰۰۳)
- 동정 없는 세상 (دنیای بدون باکرگی، ۲۰۰۱)

### ترجمه
- نظر بدهید ma femme s'est mariée (فرانسوی)

## جوایز
- ۲۰۰۶: جایزه جهانی ادبیات.
- ۲۰۰۱: جایزه نویسنده Munhakdongne